# Dysdera achaemenes
Dysdera achaemenes (лат.) — вид аранеоморфных пауков из семейства Dysderidae.
Обнаружен в Иране. Назван в честь предка династии правителей Персии Ахеменидов.

## Описание
Мелкий паук. Общая длина голотипа самки 8,13 мм. Карапакс 3,12 мм в длину и 2,58 в ширину. Диаметры глаз: передние AME 0,12 мм, заднесрединные PME 0,12 мм, заднебоковые PLE 0,14 мм. Карапакс, стернум, хелицеры, лабиум и максиллы красноватые. Ноги бледно-оранжевые. Брюшко бледно-кремового цвета, без рисунка. Паутинные железы равномерно бледно-кремового цвета. Включён в состав видовой группы Dysdera aculeata, для которой характерен удлинённый и шестиугольный карапакс, псемболус длиннее тегулума, с передним (= срединным) гребнем и заостренной вершиной. Расстояние между задними боковыми и срединными глазами (PLE и PME) менее половины их диаметра.

## Распространение
Иран, провинция Фарс, Khanj, Khan Cave, 27°44’N, 53°20’E.